# 코타 팩토리
코타 팩토리(Kota Factory)는 더 바이럴 피버를 위해 사우라브 칸나가 제작하고 라가브 수부가 감독하며 아루나브 쿠마르가 제작한 인도의 힌디어 텔레비전 시리즈이다. 이야기는 라자스탄주 코타를 배경으로 하며, 이곳은 코칭 센터로 유명한 교육의 중심지이다. 이 쇼는 이타르시에서 코타로 이사 온 16세 바이바브(마유르 모레)의 삶을 따라간다. 이 쇼는 도시 학생들의 삶과 바이바브가 공동입학시험을 통과하여 인도 공과대학교 (IIT)에 들어가기 위한 노력을 보여준다. 또한 지텐드라 쿠마르, 아사스 찬나, 알람 칸, 란잔 라지, 레바티 필라이, 프리얀슈 라지, 우르비 싱이 주요 배역으로 출연한다.
쇼의 제작자인 사우라브 칸나는 이 쇼를 통해 인도 대중문화에서 코타와 IIT-JEE 및 NEET 준비를 둘러싼 인기 있는 이야기를 보다 긍정적인 방향으로 바꾸는 것을 목표로 한다고 말했다. 이 시리즈는 2019년 4월 16일부터 5월 14일까지 TVF플레이와 유튜브에서 동시에 첫 선을 보였다. 이 시리즈는 평론가들로부터 대체로 긍정적인 평가를 받았으며, 흑백 설정, 사실주의 및 주요 기술적 측면을 칭찬받았다.
2021년 8월 30일, 넷플릭스는 이 시리즈가 두 번째 시즌으로 재개될 것이며, 2021년 9월 24일에 공개될 것이라고 발표했다. 2021년 9월 26일, 라가브 수부는 세 번째 시즌이 제작 중임을 확인했다. 2024년 2월 넷플릭스가 인스타그램 페이지에 첫 티저를 공개하며 확인되었다. 2024년 6월 20일에 공개되었다.

## 출연진

### 주연
- 마유르 모레 - 바이바브 판데이 역
- 란잔 라지 - 발무쿤드 미나 역
- 알람 칸 - 우데이 굽타 역
- 지텐드라 쿠마르 - AIMERS 연구소 설립자 지투 바이야 역
- 아사스 찬나 - 시방기 라나왓 역
- 레바티 필라이 - 바르티카 라타왈 역
- 우르비 싱 - 미날 파렉 역

### 조연
- 나빈 카스투리아 - 드루브 역
- 비풀 싱 - 마헤시 (면접관) 역
- 로히트 수크와니 - 로히트 역
- 아룬 쿠마르 - 디팍 역
- 하리시 페딘티 - AIMERS CEO 바블루 역
- 사냠 바프나 - 아유시 역
- 러블린 미슈라 - PG 아주머니 역
- 자스미트 싱 바티아 - 파르민더 선생님 역
- 시반키트 싱 파리하르 - 아와스티 선생님 역
- 가우라브 미슈라 - 바틀라 선생님 역
- 비셰시 티와리 - 피유시 역
- 조티 가우바 - 바이바브의 어머니 역
- 아미타브 크리슈나 가네카르 - 바이바브의 아버지 역
- 사우라브 칸나 - 현대 심장 학교 부교장 메타 역
- 디팍 쿠마르 미슈라 - 오토왈라 역
- 사미르 삭세나 - 마헤스와리 선생님 역
- 바이바브 타카르 - 슈슈룻 파텔 역
- 아바야 샤르마 - 베르날리 역
- 라제시 쿠마르 - 가간 라스토기 역
- 틸로타마 쇼메 - 푸자 아가르왈 역

## 에피소드

### 시리즈 개요
| 시즌 | 시즌 | 회수 | 방송 날짜       | 방송 날짜       | 방송 날짜        |
| 시즌 | 시즌 | 회수 | 시즌 시작       | 시즌 종료       | 방송국           |
| ---- | ---- | ---- | --------------- | --------------- | ---------------- |
|      | 1    | 5    | 2019년 4월 16일 | 2019년 5월 14일 | TVF플레이 유튜브 |
|      | 2    | 5    | 추후 공개       | 추후 공개       | 넷플릭스         |
|      | 3    | 5    | 추후 공개       | 추후 공개       |                  |

### 시즌 1 (2019)
| 전체 번호 | 시즌 번호 | 제목                 | 감독        | 작가                            | 본 방송 날짜    | 시청자 수 (100만) |
| --- | --------- | -------------------- | ----------- | ------------------------------- | --------------- | ----------------- |
| 1 | 1         | "재고"               | 라가브 수부 | 아비셰크 야다브                 | 2019년 4월 16일 | 58                |
| 바이바브는 학년 중 코타의 프로디지 학원에 등록하지만, 마헤스와리 학원에서 거절당한 후 고군분투하는 A10 반에 배정된다. 홈스테이에서 미나는 A10에 합류하지 말라고 조언한다. 바이바브는 프로디지의 수석 매니저인 디팍에게 호소하지만, 반 변경은 거절된다. 결의에 찬 바이바브는 물리학 강사 지투 바이야를 만나 하룻밤 사이에 50문제 과제를 완료하라는 도전을 받는다. 미나와 우다이의 도움으로 바이바브는 42문제를 베껴 풀지만, 나머지 8문제에서 어려움을 겪는다. 다음 날, 지투 바이야는 바이바브의 부정행위를 폭로하지만, 그의 노력에 감명받아 두 번째 기회를 준다. 위반에도 불구하고 지투 바이야는 바이바브의 노력과 잠재력을 인정하여 그를 엘리트 A5 반으로 승진시킨다. |           |                      |             |                                 |                 |                   |
| 2 | 2         | "조립 라인"          | 라가브 수부 | 사우라브 칸나 & 아비셰크 야다브 | 2019년 4월 23일 | 36                |
| 바이바브는 코타에서 잠을 자고, 식당에서 밥을 먹고, 물(짠맛이 난다고 생각하는)을 마시고, 장시간 공부하는 데 어려움을 겪는다. 우다이와 미나는 새 친구를 도우려 하지만 소용이 없다. 어느 날, 지투 바이야는 그의 문제를 알아차리고 해결책을 제시해 준다. 결국 21일 만에 바이바브는 모든 도움을 받아 모든 어려움을 해결한다. |           |                      |             |                                 |                 |                   |
| 3 | 3         | "최적화"             | 라가브 수부 | 아비셰크 야다브 & 산디프 자인   | 2019년 4월 30일 | 41                |
| 바이바브는 무기화학을 따라가지 못하고 과목을 가르치는 선생님들을 탓한다. 하지만 과목 선생님을 세 번이나 바꾸고 나서도 그는 미나 앞에서 모든 분노와 좌절을 쏟아내고, 미나는 그를 지투 바이야에게 데려간다. 그는 바이바브에게 그 과목을 포기하라고 조언한다. |           |                      |             |                                 |                 |                   |
| 4 | 4         | "종료"               | 라가브 수부 | 사우라브 칸나, 아비셰크 야다브  | 2019년 5월 7일  | 36                |
| 지투 바이야는 학생들에게 JEE 공부에서 잠시 쉬고 학교 실습에 참여하라고 조언한다. 우다이는 시방기와 함께 코타를 탐험할 계획을 세우고 바이바브와 바르티카를 초대한다. 미나는 처음에는 바이바브와 함께 공부할 계획이었지만 마음을 바꿔 우다이의 외출에 동참한다. 바이바브와 바르티카는 함께 공부하며 말로 표현하지 않는 감정을 발전시킨다. 바르티카와 더 가까워지기 위해 바이바브는 자신의 망설임에도 불구하고 마헤스와리 시험을 치른다. 그들은 12학년 시험을 위해 함께 공부한다. 한편, 미나는 코타를 방황하는 것이 무의미하다는 것을 깨닫고 미날에게 감정을 품는다. 그러나 미날은 미국으로 이사 갈 계획을 밝히고, 미나는 공부를 소홀히 한 것을 후회한다.                |           |                      |             |                                 |                 |                   |
| 5 | 5         | "정비 (시즌 피날레)" | 라가브 수부 | 아비셰크 야다브                 | 2019년 5월 14일 | 34                |
| 바이바브는 마헤스와리 수업에 선발되어 놀란다. 디팍, 바틀라 선생님, 지투 바이야는 바이바브를 포함한 선발된 학생들에게 연설한다. 처음에 바이바브는 프로디지에 정착했기 때문에 거절한다. 그러나 지투 바이야는 더 많은 학생과 더 나은 집중을 위해 마헤스와리에 합류하도록 설득한다. 바이바브는 우다이의 조언을 따라 부모님과 상의하고 전학을 결정한다. 시방기, 미나, 우다이, 바르티카 등 친구들에게 작별을 고하고, 우다이는 그를 마헤스와리에 내려준다. 바이바브는 A3에 배정되고, 그곳에서 A7의 긴장한 학생 슈슈룻을 만난다. |           |                      |             |                                 |                 |                   |

### 시즌 2 (2021)
| 전체 번호 | 시즌 번호 | 제목                | 감독        | 작가                           | 본 방송 날짜    |
| --- | --------- | ------------------- | ----------- | ------------------------------ | --------------- |
| 6 | 1         | "추론"              | 라가브 수부 | 아비셰크 야다브, 사우라브 칸나 | 2021년 9월 24일 |
| 바이바브는 새 친구 슈슈룻과 함께 마헤스와리 학원에서 첫 날을 준비한다. 그들이 가는 길에 지투 바이야의 빌보드를 발견한다. 오리엔테이션에서 마헤스와리 씨는 사기를 꺾는 소개를 하고, 이어서 선서를 한다. 물리학 수업은 흥미롭지 않고, 선생님은 칠판에 필기만 하고 학생들은 무의미하게 베낀다. 한편, 프로디지 학원에서 바이바브의 옛 친구들은 지투 바이야가 학원을 떠났다는 사실을 알게 된다. 슈슈룻의 안녕을 염려한 바이바브는 친구가 우울해하며 JEE 시험 응시의 중요성에 의문을 품고 있다는 것을 알게 된다. 그들은 다른 선배들에게 도움을 청하고 많은 다른 학생들이 비슷한 걱정을 하고 있다는 것을 깨닫는다. 자신의 학원을 세우는 데 집중하는 지투를 만났을 때, 바이바브의 친구들은 슈슈룻의 걱정을 그에게 이야기한다.                                                |           |                     |             |                                |                 |
| 7 | 2         | "제어 시스템"       | 라가브 수부 | 푸닛 바트라, 사우라브 칸나     | 2021년 9월 24일 |
| 지투의 수업에는 미나가 결석하고, 바이바브는 마헤스와리의 화학 수업이 흥미롭다는 것을 알게 된다. 지투는 마헤스와리 물리학 교수진의 자격에도 불구하고 그들의 가르치는 능력에 대한 우려를 표한다. 바이바브는 낮에 지투의 수업에 참석하려 하지만 경비원에게 제지당한다. 그는 자신의 물리학 선생님을 설득하여 수업 참석을 면제받는다. 지투는 투자자인 오랜 친구로부터 학원 자금을 확보한다. 시방기는 미나의 여성 문제에 대해 이야기하고, 그에게 자위를 소개하며, 바이바브에게 마헤스와리 씨에게 물리학 수업에 대해 따지라고 부추긴다. 대신, 그는 경비원에게 뇌물을 주려다가 마헤스와리 씨를 만나게 된다. 미나는 자위에 중독되어 죄책감과 수치심을 느끼고, 지투 바이야가 그 문제를 해결하도록 돕는다. 마침내 마헤스와리 씨는 바이바브가 지투의 수업에 참석하도록 허락한다. |           |                     |             |                                |                 |
| 8 | 3         | "대기압"            | 라가브 수부 | 마노지 칼와니, 사우라브 칸나   | 2021년 9월 24일 |
| 마헤스와리에서는 많은 다른 학생들이 이제 물리학 교수진의 가르치는 능력에 대한 우려를 제기한다. 지투는 화학을 가르칠 여성 교사를 고용한다. |           |                     |             |                                |                 |
| 9 | 4         | "수리 및 유지 보수" | 라가브 수부 | 푸닛 바트라, 사우라브 칸나     | 2021년 9월 24일 |
| 황달로 인해 바이바브의 공부가 늦어지자, 지투는 그에게 빨리 낫기 위한 유일한 희망인 어머니에게 전화하라고 주장한다. |           |                     |             |                                |                 |
| 10 | 5         | "포장"              | 라가브 수부 | 사우라브 칸나                  | 2021년 9월 24일 |
| JEE 결과는 코타, 특히 마헤스와리 학원을 축제 분위기로 만들며, AIR 1이 그 학원에서 나왔음을 알리고 바이바브, 미나, 우다이에게 각자의 미래를 엿보게 한다. 하지만 이 기회는 그들이 11학년 문제만 푸는 데 더 많은 시간을 보냈다는 슬픈 진실을 동반한다. 지투는 학생들을 격려하고 동기를 부여하며 학생들과 함께 축하하기 시작한다. |           |                     |             |                                |                 |

### 시즌 3 (2024)
| 전체 번호 | 시즌 번호 | 제목          | 감독          | 작가                         | 본 방송 날짜    |
| --- | --------- | ------------- | ------------- | ---------------------------- | --------------- |
| 11 | 1         | "미션 선언문" | 프라티시 메타 | 푸닛 바트라, 프라빈 야다브   | 2024년 6월 20일 |
| 지투는 학생을 잃은 슬픔에 힘들어한다. 다른 모두가 크리켓 선수인 사촌이 IPL에 선발된 것을 축하할 때 바이바브는 자신의 성공 경로에 의구심을 품는다.                              |           |               |               |                              |                 |
| 12 | 2         | "결함 완화"   | 프라티시 메타 | 푸닛 바트라, 마헤시 찬드와니 | 2024년 6월 20일 |
| 재정적 압박에 직면한 미나는 용돈을 벌기 위해 열성적인 학생을 가르치기 시작한다. 바이바브의 태도는 바르티카가 새로운 스터디 파트너를 찾게 만들고 둘은 각자의 방식으로 공부한다. |           |               |               |                              |                 |
| 13 | 3         | "벤치마킹"    | 프라티시 메타 | 푸닛 바트라, 니키타 랄와니   | 2024년 6월 20일 |
| 가간과의 충돌로 지투는 방황한다. 시방기는 NEET 준비의 부담을 느끼는 반면, 바이바브와 미나는 시험 시리즈에서 순위를 놓고 경쟁한다.                                              |           |               |               |                              |                 |
| 14 | 4         | "비상 대응"   | 프라티시 메타 | 푸닛 바트라, 마헤시 찬드와니 | 2024년 6월 20일 |
| 지투는 에이머스의 미래에 영향을 미칠 제안을 받는다. 우다이의 판단 착오는 심각한 문제로 이어진다. 시험 압박이 바이바브에게 큰 영향을 미친다.                                    |           |               |               |                              |                 |
| 15 | 5         | "제품 배송"   | 프라티시 메타 | 푸닛 바트라, 프라빈 야다브   | 2024년 6월 20일 |
| 시험 카운트다운이 다가오면서 기도와 준비가 시작된다. 지투는 학생들에게 놀라운 발표를 한다.                                                                                     |           |               |               |                              |                 |

## 제작

### 개발
더 바이럴 피버의 《예 메리 패밀리》에 참여했던 시나리오 작가 사우라브 칸나는 2018년 7월 《예 메리 패밀리》 출시 후 TVF의 다른 프로젝트 각본 작업을 시작했다. 이 시리즈는 인도 공과대학교 입학 시험(JEE Advanced)을 준비하는 학원에 들어간 십대 소년의 이야기를 다루며, 극심한 학업 스트레스와 다채로운 기숙사 경험을 다룬다고 보도되었다. 칸나는 이 시리즈의 각본을 2017년 후반에 공개된 유사 웹 쇼인 비스와 칼리안 라스의 《라콘 메인 에크》와 헤만트 가바의 다큐멘터리 《엔지니어드 드림》과 비교하면서도, 이 쇼가 라자스탄주 코타의 인도 코칭 허브를 배경으로 한다는 점에서 두 작품과 분명히 다르다고 언급했다.
"코타와 IIT 준비에 대한 인도 대중문화의 일반적인 이야기는 부모가 자녀를 이 과정에 밀어붙여 괴롭히는 것이며, 이는 일방적인 표현이다. 시험 통과 외에 열정을 가지고 코타에 있는 모든 사람이 그런 것은 아니다. 학구적인 아이들도 있지만, 공부하는 사람들은 이 나라에서 높이 평가받지 못한다. 우리는 이단아에 대한 영화는 만들지만, 《뷰티풀 마인드》 같은 것은 결코 만들지 않는다. 우리는 공부하고 9시부터 5시까지 일하는 사람들을 열정을 잃은 드론처럼 묘사하는 경향을 발전시켜왔다. 마치 직장을 그만두고 히말라야를 오르지 않는 한 그들의 삶에는 이야기가 없는 것처럼 말이다."— 사우라브 칸나가 《코타 팩토리》의 각본에 대해 Scroll.in과의 인터뷰에서 밝힌 내용.

### 캐스팅
칸나는 자신과 TVF의 창작팀(아루나브 쿠마르, 아미트 골라니, 비스와파티 사르카르)이 IIT 졸업생이라는 점에서 시리즈의 영감을 얻었다. 시리즈의 주연은 지텐드라 쿠마르가 지투 바이야 역으로 출연하며, 쿠마르가 출연한 모든 TVF 시리즈 및 스케치와 마찬가지이다. 그 역시 코타에서 공부한 전 IIT 졸업생이었고, 그의 경험 덕분에 시리즈 작업이 더 쉬워졌다. 칸나는 그의 역할에 대해 "가르치는 것은 매우 겸손하고 저평가된 직업이며, 이를 수행하는 사람들은 사회적 지위가 높지 않다. 코타에서는 그렇지 않다. 교사들은 많은 돈을 받으며, 결과적으로 학생들로부터 최고를 이끌어내야 한다는 압박을 받는다. 지투는 그런 교사 중 한 명으로, 인생의 좋은 것들을 즐기는 부유한 남자이다. 그는 동기 부여가이자 친구이자 안내자이며 학생들의 '고충 상담사'이며, 학생들의 기분을 좋게 하기 위해 립서비스를 하지 않는다. 바이바브가 엘리트 학생들의 반으로 올라가도록 허락해 달라고 요청할 때, 지투는 그에게 구걸하지 말라고 쏘아붙인다."라고 말했다. 우데이 역은 알람 칸이 연기했는데, 그는 《라콘 메인 에크》에도 출연했으며, 《코타 팩토리》와 유사한 스토리라인과 역할을 가지고 있었지만 칸나는 이를 의도치 않은 것이라고 설명했다.

### 촬영
코타 팩토리는 컬러로 촬영되었으며, 후반 작업에서 흑백으로 보정되었다. 촬영은 2019년 1월에 시작하여 30일 이내에 완료되었다. 시리즈의 두 번째 시즌이 재개된다는 발표 이후 제작진은 2019년 7월에 각본 작업을 시작했다. 제작팀은 처음에 2020년 3월에 촬영할 계획이었으나, 인도의 코로나19 팬데믹 봉쇄로 인해 촬영이 무기한 연기되었다. 제작진은 이후 2020년 9월에 촬영을 시작했으며, 마디아프라데시주 안팎에서 2~3개월간 촬영되었다. 제작진은 코로나19 프로토콜을 준수하는지 확인하기 위해 특별 팀의 감독하에 촬영을 진행했다. 2021년 1월, 제작진은 시리즈 촬영이 완료되었다고 발표했다.

## 사운드트랙

### 시즌 1
첫 번째 시즌의 사운드트랙은 카르틱 라오와 심란 호라가 작곡하고 안쿠르 테와리가 제작했다. 이 앨범에는 심란 호라가 부르고 작사한 "The Gentleman"과 아비셰크 야다브, 마니시 찬드와니, 카르틱 라오가 부른 "Main Bola Hey!" 두 곡을 포함하여 12개의 오리지널 곡이 수록되어 있다. 사운드트랙 앨범은 2019년 5월 23일 미디어 스트리밍 플랫폼과 유튜브의 TVF 공식 채널을 통해 공개되었으며, 곡들은 별도의 주크박스 형식 없이 독립적으로 공개되었다. 오리지널 사운드트랙 외에도 코타 팩토리에는 안쿠르 테와리, 카르시 칼레 및 그의 록 밴드 더 갈라트 패밀리가 작곡하고 안쿠르 테와리가 작사한 두 곡이 포함되어 있다. 이 곡들은 2019년 6월 3일에 발매된 추가 사운드트랙의 일부로 공개되었다.
| #   | 제목                   | 작곡        | 가수                                          | 재생 시간 |
| --- | ---------------------- | ----------- | --------------------------------------------- | --------- |
| 1.  | 〈젠틀맨〉             | 심란 호라   | 심란 호라                                     | 02:50     |
| 2.  | 〈메인 볼라 헤이!〉    | 카르틱 라오 | 아비셰크 야다브, 마니시 찬드와니, 카르틱 라오 | 02:33     |
| 3.  | 〈향수〉               | 카르틱 라오 | 기악                                          | 03:18     |
| 4.  | 〈지투 바이야〉        | 카르틱 라오 | 기악                                          | 01:07     |
| 5.  | 〈흐름에 역행하여〉    | 심란 호라   | 기악                                          | 01:28     |
| 6.  | 〈영웅의 여정〉        | 카르틱 라오 | 기악                                          | 03:05     |
| 7.  | 〈21일〉               | 심란 호라   | 기악                                          | 01:36     |
| 8.  | 〈흐름을 타다〉        | 심란 호라   | 기악                                          | 00:58     |
| 9.  | 〈실용적인 사랑〉      | 카르틱 라오 | 기악                                          | 01:52     |
| 10. | 〈하이 길리 길리〉     | 카르틱 라오 | 심란 호라                                     | 00:50     |
| 11. | 〈진실〉               | 심란 호라   | 기악                                          | 02:15     |
| 12. | 〈젠틀맨의 어두운 면〉 | 심란 호라   | 기악                                          | 03:09     |

| #  | 제목                  | 작곡                          | 가수          | 재생 시간 |
| -- | --------------------- | ----------------------------- | ------------- | --------- |
| 1. | 〈야아론〉            | 안쿠르 테와리                 | 안쿠르 테와리 | 04:12     |
| 2. | 〈모하바트 진다바드〉 | 카르시 칼레, 더 갈라트 패밀리 | 안쿠르 테와리 | 03:29     |

### 시즌 2
두 번째 시즌의 사운드트랙은 카르틱 라오와 심란 호라가 작곡했다. 이 앨범에는 바이바브 분두와 카막시 칸나가 부른 "Tere Jaisa"와 자짐 샤르마가 부르고 알록 란잔 스리바스타바가 작사한 "Umbilical"을 포함하여 9개의 오리지널 곡이 수록되어 있다. 사운드트랙 앨범은 2021년 9월 24일에 발매되었다.
| #  | 제목                    | 작사                   | 작곡                                  | 가수                       | 재생 시간 |
| -- | ----------------------- | ---------------------- | ------------------------------------- | -------------------------- | --------- |
| 1. | 〈올 인디아 랭크 1〉    |                        | 카르틱 라오, 아르피트 메타, 심란 호라 | 기악                       | 02:12     |
| 2. | 〈21일 후〉             |                        | 심란 호라                             | 기악                       | 02:42     |
| 3. | 〈파사라 파사라〉       |                        | 심란 호라                             | 기악                       | 00:43     |
| 4. | 〈누아르〉              |                        | 심란 호라                             | 기악                       | 02:38     |
| 5. | 〈테레 자이사〉         | 바이바브 분두          | 바이바브 분두                         | 바이바브 분두, 카막시 칸나 | 05:11     |
| 6. | 〈젠틀맨 (오케스트라)〉 |                        | 심란 호라                             | 기악                       | 02:48     |
| 7. | 〈탯줄〉                | 알록 란잔 스리바스타바 | 심란 호라                             | 자짐 샤르마                | 02:43     |
| 8. | 〈올 인디아 랭크 2〉    |                        | 카르틱 라오, 아르피트 메타, 심란 호라 | 기악                       | 02:12     |
| 9. | 〈젠틀맨 (록)〉         |                        | 심란 호라                             | 기악                       | 02:22     |

## 주제
코타 팩토리는 IIT 입학 시험을 통과하기 위해 코타의 코칭 학원에 입학하는 공학 지망생들의 삶에서 영감을 받았다. 이 플롯은 2009년 영화 《세 얼간이》, 웹 시리즈 《라콘 메인 에크》, 다큐드라마 《엔지니어의 꿈》과 유사하다는 평을 받았다. 그러나 영국 잡지 더 와이어의 타눌 타쿠르는 이 시리즈가 같은 주제를 다룬 장편 영화에 비해 사실적인 묘사를 보여준다고 평가했다. 타쿠르는 시리즈의 전반부가 "도시에 대한 지적 호기심과 그곳 사람들에 대한 관심"으로 인해 흥미롭다고 언급했다. 그는 사실적인 묘사 외에도 코칭 학원을 비판하기보다는 학원 생활의 비정상적인 측면을 수용하는 내용을 추가했다고 덧붙였다. 이 시리즈는 또한 코타에서 학생의 삶이 어떻게 진행되는지, 그리고 학생이 겪는 어려움을 보여주는 주제를 담고 있다.

## 공개
코타 팩토리는 스토리라인을 기반으로 시리즈를 홍보하기 위해 언아카데미와 협력했다. 2018년 12월, TVF는 공식 티저를 유튜브 채널을 통해 공개하여 시청자들로부터 큰 호응을 얻었다. 이후 첫 시즌의 공식 예고편은 2019년 3월 28일에 공개되었다. 다섯 에피소드로 구성된 이 시리즈는 2019년 4월 16일부터 TVF 플레이와 유튜브를 통해 동시에 공개되었으며, 매주 한 에피소드씩 방영되었다. 시리즈 피날레는 2019년 5월 14일에 첫 선을 보였다.
두 번째 시즌이 갱신된 후 넷플릭스는 이 시리즈의 배급권을 획득했다. 2021년 3월 3일 시즌 2에 대한 공식 발표가 있었는데, 넷플릭스는 2021년 라인업에 다른 여러 오리지널 콘텐츠를 공개했다. 이는 예 메리 패밀리 이후 TVF와 넷플릭스의 두 번째 협업을 의미했다. 2021년 8월 30일, 넷플릭스는 이 시리즈의 두 번째 시즌이 2021년 9월 24일에 첫 선을 보일 것이라고 발표했다.
2021년 9월 26일, 라가브 수부는 세 번째 시즌이 제작 중임을 확인했다. 2024년 2월 넷플릭스가 인스타그램 페이지에 첫 티저를 공개하며 확인되었다. 2024년 6월 20일에 공개되었다.

## 평가
뉴스18의 데바시시 판데이는 쇼의 촬영, 미술, 사운드 디자인, 그리고 연기력을 칭찬하며 5점 만점에 3.5점을 주었다. 그는 "코타 팩토리는 주인공이 직면하는 실존적 전투의 적절하고 냉정한 유머와 상대적으로 달콤씁쓸한 여운 덕분에 이 장르의 다른 쇼들보다 우위를 유지한다"고 말했다. 인디언 익스프레스의 이시타 센굽타는 이 쇼가 몰입감이 있으며 "코타 팩토리의 독창성은 다양한 서사적 줄기를 다루고 그것들을 능숙하게 융합하는 능력에 있다"고 칭찬했다. 이시타는 또한 배우들, 특히 마유르 모레와 란잔 라지의 연기가 쇼에 많은 가치를 더한다고 느꼈다. 필름 컴패니언의 라훌 데사이는 해당 주제에 대한 성숙한 묘사에 감명받았고 연기력과 각본을 칭찬하며 "코타 팩토리의 가장 큰 자산은 각본이며, 이는 시리즈의 사실적인 톤을 손상시키지 않으면서도 어느 정도 드라마적인 전개를 유지한다"고 말했다.
코이모이의 가우탐 바트라는 쇼의 연출과 연기력을 칭찬하며 5점 만점에 4점을 주었다. 그는 "이 웹 시리즈는 이야기를 전달하는 데 드라마적인 요소를 최소화하여 매우 공감되는 시청 경험을 제공한다"고 말했다. 더 퀸트의 프리양카 반살은 인도 교육 시스템에 대한 신선한 시각을 제시한 이 쇼를 칭찬했다. 코타 팩토리의 연기력, 제작 품질, 음악에 감명받은 프리양카는 이 쇼에 5점 만점에 3.5점을 주며 "가치 있는 것을 찾고 있다면, 코타 팩토리는 죽음과 우울에 대해 생각하게 하는 대신 낙관론을 남겨줄 좋은 작품이 될 수 있다"고 말했다. 더 와이어의 타눌 타쿠르는 이 쇼가 현실적이고 공감할 수 있다는 점을 칭찬했지만, 인도 사회에 만연한 학원 문화에 대한 비판을 회피한다고 느꼈다. 더 캐러밴의 딜립 디수자도 스토리텔링을 칭찬했다.